# Памятник Ленину (Бухарест)
Памятник Ленину в Бухаресте (рум. Statuia lui Lenin din București) — памятник Владимиру Ильичу Ленину работы скульптора Бориса Караджи, установленный в Бухаресте и простоявший с 21 сентября 1960 до 4 марта 1990 в парке перед зданием редакции газеты «Скынтея» (рум. Scînteia — «Искра»), позже переименованном в Дом свободной прессы.

## История
В 1952—1957, при строительстве Дома «Искры», коммунистическое руководство Румынии утвердило план по установке перед зданием статуи Владимира Ильича Ленина. Был объявлен конкурс на создание монумента. Скульптор Константин Бараски, ведущий представитель румынского пролеткультизма, работы которого высоко ценились в то время, изготовил проект статуи из бронзы, будучи уверенным, что её примут. К его удивлению, работа была отвергнута руководством Румынской рабочей партии, посчитавшим её непочтительной и неуважительной по отношению к великому Ленину, который был изображён в полный рост, кисть правой руки была зажата между жилетом и рубашкой, левая же рука была в кармане брюк. Конкурс был выигран в 1962 году скульптором Борисом Караджей.
По мнению искусствоведа Павла Шушарэ, проект Константина Бараски стал основой для статуи Иона Луки Караджале в Бухаресте — была заменена лишь голова статуи, однако данную информацию опроверг скульптор Пауль Василеску. По неподтверждённой документально информации необходимая бронза для памятника Ленину была взята из переплавленной коммунистами в 1948 году конной статуи короля Кароля I.
Памятник вождю мирового пролетариата был торжественно открыт 21 апреля 1960, за день до 90-летия со дня рождения Ленина, в парке перед зданием редакции газеты «Скынтея» (Дом «Скынтеи» имени И. В. Сталина).
На рассвете 4 декабря 1987 неизвестные попытались поджечь памятник Ленину. Авторы поджога обнаружены не были, однако предполагается, что это были те же самые люди, которые за несколько месяцев до этого поджигали фанерную «Триумфальную арку», установленную перед выставочным дворцом на площади Искры, на которой было написано большими буквами: «Золотой век Николае Чаушеску».

## После 1989 года
4 марта 1990 крановщик Георге Гаврилеску по собственной инициативе с помощью автокрана снял с пьедестала семиметровую бронзовую статую Владимира Ильича Ленина, а затем так же снял статую Петру Грозу, установленную перед медицинским факультетом имени Кароля Давилы. Обе статуи были доставлены в парк возле дворца Могошоая, где находились продолжительное время. Крановщик Георге Гаврилеску, бывший одной из жертв репрессий в результате беспорядков в Брашове в 1987, совершил самоубийство четыре года спустя, 22 февраля 1994, повесившись из-за недоверия к новым государственным структурам и разочарования румынским политическим классом.
В 2010 году французский кинорежиссёр Клод Лелуш, снимавший в Румынии фильм Женщина и мужчины, случайно обнаружил заброшенную статую Ленина у дворца Могошоая, и решил снять сцену, которая изначально не была предусмотрена в сценарии: монументальное изображение коммунистического лидера в окружении ковбоев, индейцев и оркестра наиболее близко к балканскому кинематографу, чем к французскому.
Иоана Чокан, визуальный художник и ассистент из Бухарестского национального университета искусств, в 2010 году создала реплику статуи советского лидера Владимира Ильича Ленина. Памятник, открытый 26 января 2010 на постаменте, где до 1990 года находилась бронзовая статуя работы Бориса Караджи, выполнен в современном видении и не имеет отношения к огромной 7-метровой статуе Бориса Караджи. Трёхметровая скульптура Ленина с лицом художницы, в видении Иоаны Чокан была создана из рисовых зёрен, конфет и других сладостей, на основе из полистирола. Статуя простояла на постаменте всего один день. В 2011 году, после 20 лет пребывания в Могошоае, статуя Ленина была перенесена по заявлению Иоаны Чокан на территорию, охраняемую полицией Бухареста.
4 октября 2012 открыли осовремененную версию памятника Владимиру Ленину. От статуи «отрезали» голову, а вместо неё из тела Владимира Ильича теперь растут розы. Автор «Гидры», румынский художник Костин Ионицэ, рассказал местным СМИ, что цель его работы — проиллюстрировать отсутствие у граждан интереса к румынским политическим лидерам всех направлений.

## Проекты монументов на месте памятника
После революции 1989 года, в рамках «Проекта 1990» проводится постоянный конкурс на замену памятника Ленину. «Проект 1990», начатый Иоаной Чокан 26 января 2010, предполагает установку произведений современного искусства временного характера.
- Сразу после революции 1989 был рассмотрен вариант установки статуи Элизабеты Ризи — крестьянки-антикоммунистки из села Домнешти[рум.], участницы повстанческого движения в Румынии, ставшая после революции 1989 стала символом антикоммунистического сопротивления Румынии. Также в 90-е годы профсоюз типографий предлагал разместить на месте памятника Ленину статую Михая Эминеску.
- В 2003 году примэрия сектора 1 Бухареста организовало конкурс, выигранный скульптором Адрианом Ильфовяну. Его проект представлял собой металлическую сферу диаметром 10 метров с буквами и графическими знаками пишущей машинки, означавшую свободу слова журналистов и писателей после революции 1989 года.
- Памятник «Крылья».

## Памятник «Крылья»
Памятник героям антикоммунистического сопротивления в Румынии «Крылья» скульптора Михая Букулея, открытый 30 мая 2016 на месте памятника Ленину, представляет собой три стилизованных крыла, изготовленных из нержавеющей стали, покрытой бронзой. Несмотря на одобрение ещё в 2002 году, проект увяз в бюрократизме. По словам Михая Букулея, финансирование его проекта было остановлено и часть денег была направлена на строительство Мемориала Возрождения — обелиска в память о героях румынской революции 1989 года. Гигантский памятник «Крылья» по высоте сравним с Триумфальной аркой в Бухаресте.